# جوناثان كاسدان
جوناثان كاسدان (بالإنجليزية: Jon Kasdan)‏ هو كاتب سيناريو ومخرج وممثل أمريكي، ولد في 30 سبتمبر 1979 بلوس أنجلوس في الولايات المتحدة. بدأ مشواره المهني سنة 1983.

## أعمال

### أفلام
- (1983) البرد الكبير[5]
- (1988) سائح بالصدفة
- (1990) أنا أحبك حتى الموت
- (2012) المرة الأولى
- (2018)  قصة من حرب النجوم[6][7]

## وصلات خارجية
- جوناثان كاسدان على موقع IMDb (الإنجليزية)
- جوناثان كاسدان على موقع ألو سيني (الفرنسية)
- جوناثان كاسدان على موقع أول موفي (الإنجليزية)
- جوناثان كاسدان على موقع قاعدة بيانات الفيلم (الإنجليزية)
- جوناثان كاسدان على موقع كينوبويسك (الروسية)